# Mitsuoka Viewt
Der Mitsuoka Viewt ist ein Kleinwagen des japanischen Automobilherstellers Mitsuoka Jidōsha, der seit 1993 in mittlerweile vierter Generation gefertigt wird. Er ist das am häufigsten gebaute Modell von Mitsuoka.

## Geschichte
In den ersten drei Generationen basierte das Fahrzeug auf dem Micra von Nissan. Anfang 2023 wurde die vierte Generation der Baureihe vorgestellt, sie basiert fortan auf dem Yaris (XP21) mit der TNGA-B-Plattform von Toyota. Optisch soll der Viewt in allen Generationen an den Jaguar Mark 2 aus den 1960er-Jahren erinnern.

## Die Baureihen im Überblick

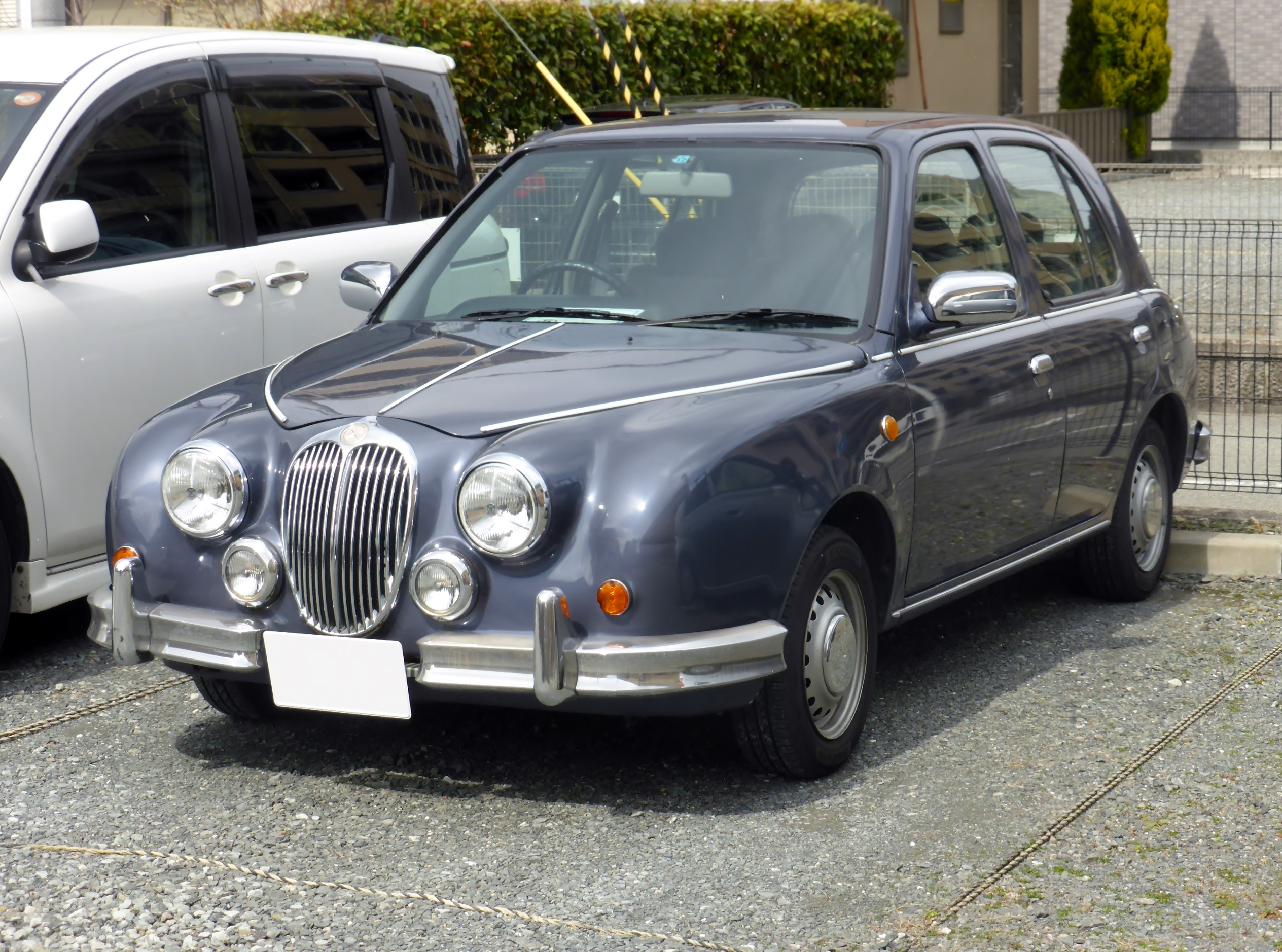
Mitsuoka Viewt 1993–2003
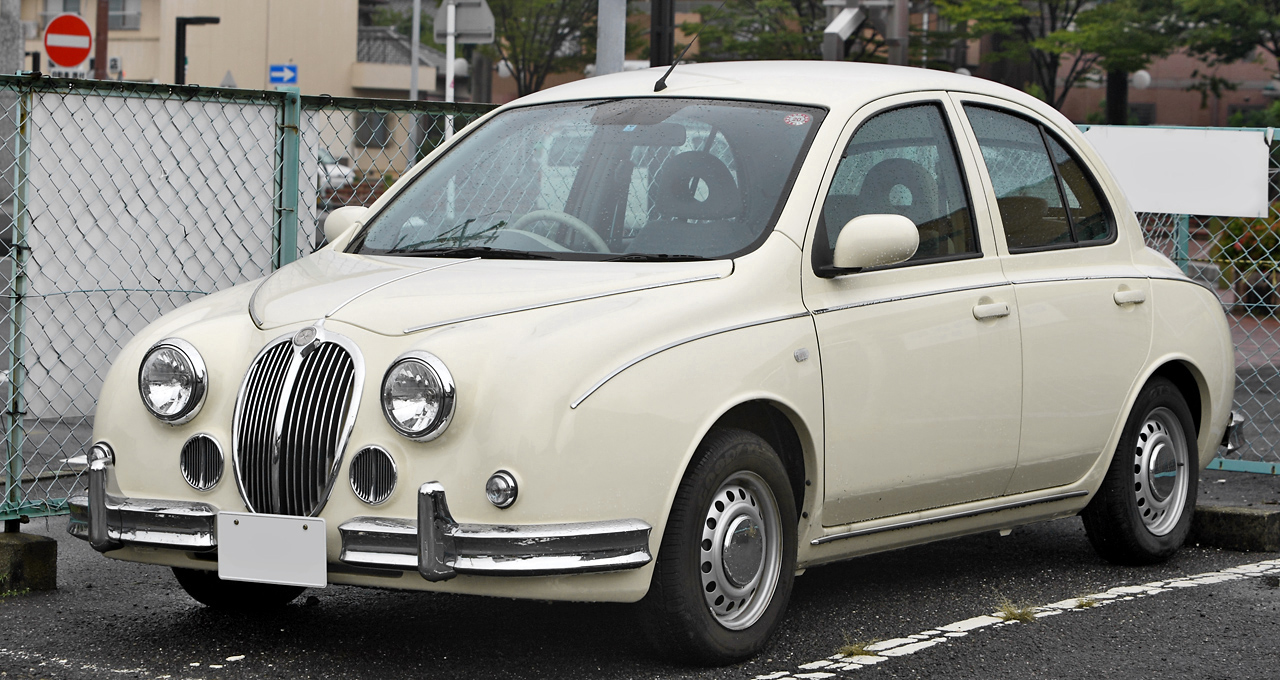
Mitsuoka Viewt 2005–2012
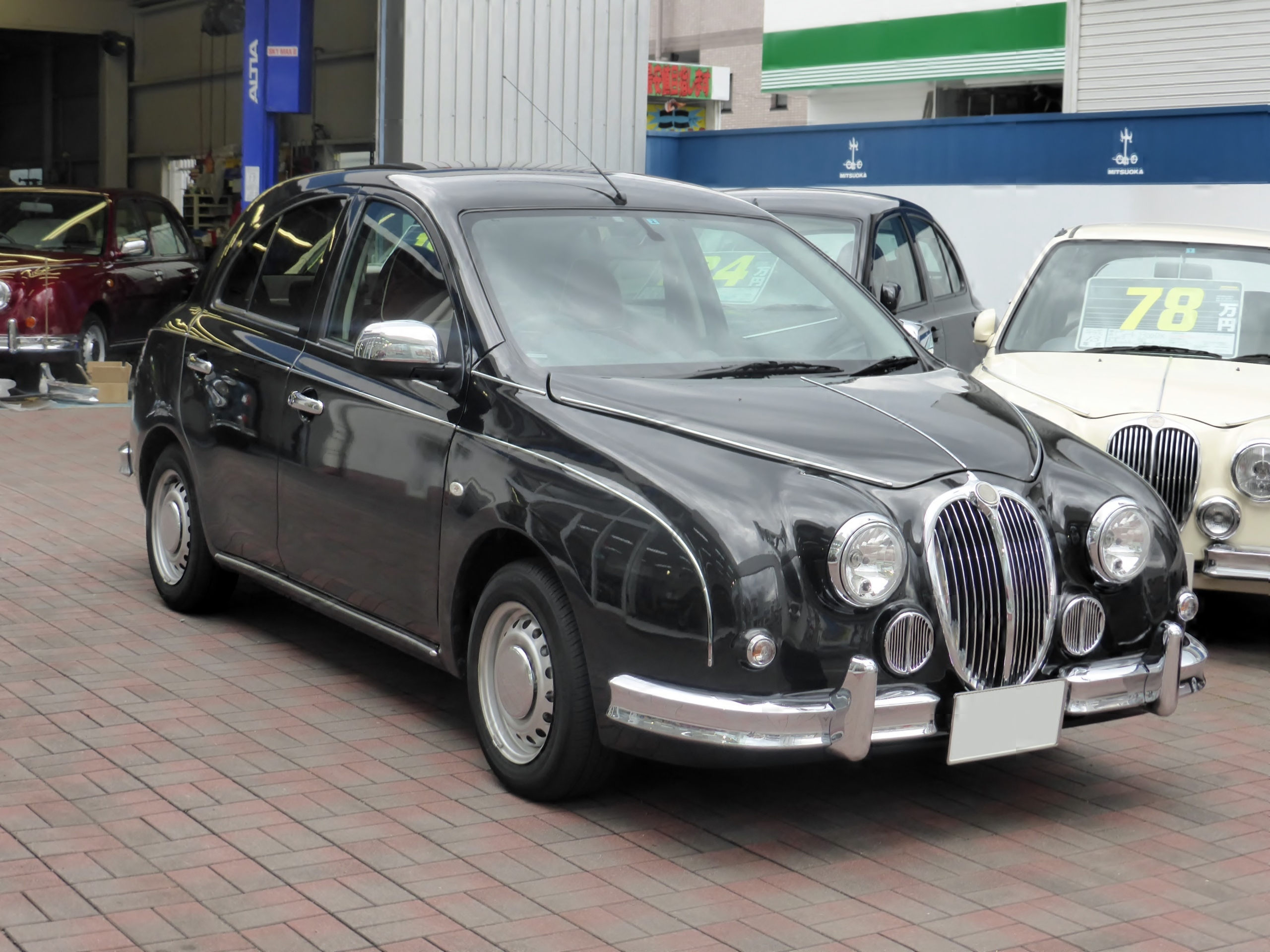
Mitsuoka Viewt 2012–2023
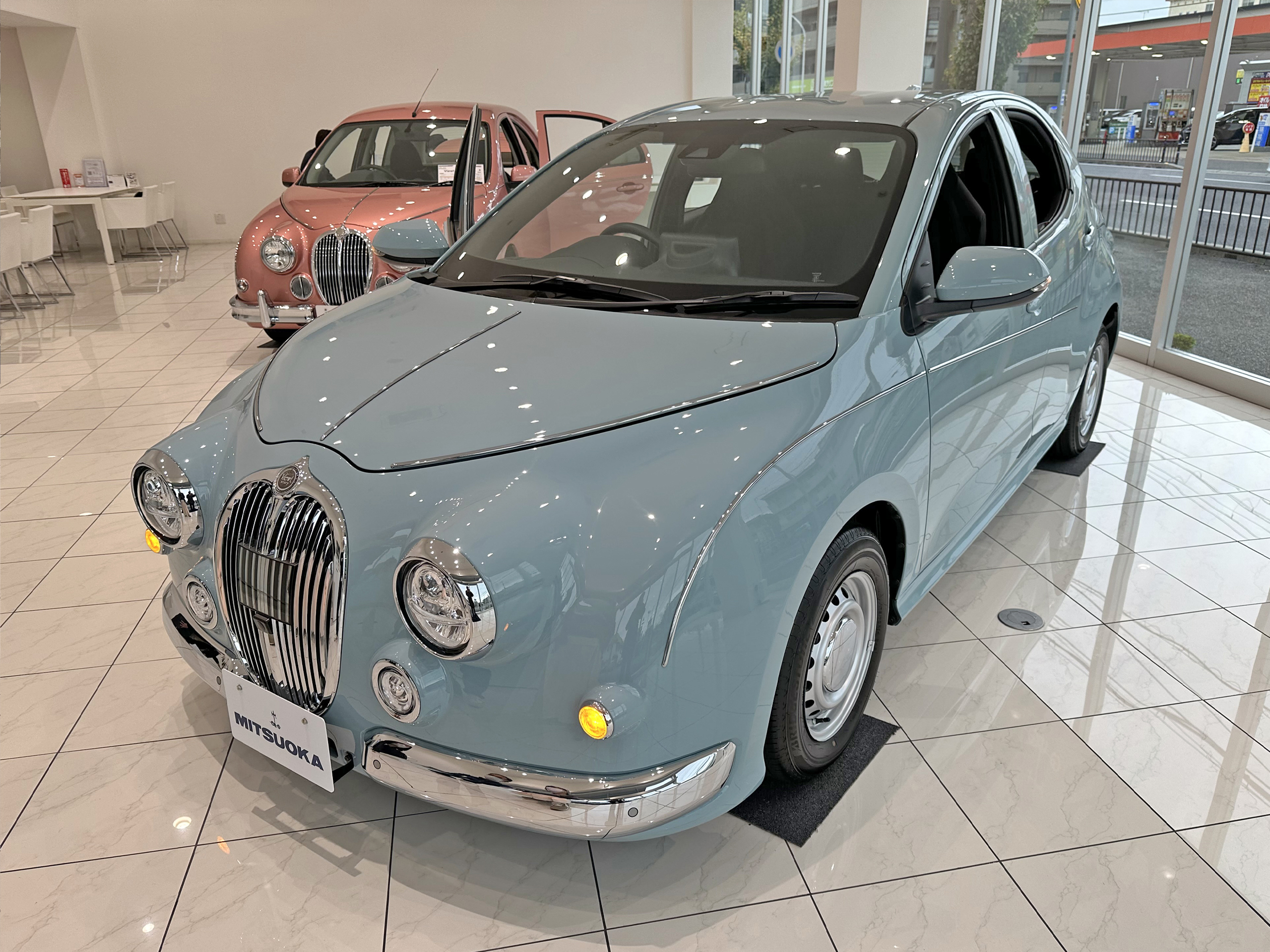
Mitsuoka Viewt seit 2023